# Ohain (Nord)
Ohain település Franciaországban, Nord megyében. Lakosainak száma 1185 fő (2022. január 1.). Ohain Trélon, Wallers-en-Fagne, Anor és Momignies községekkel határos.

## Népesség
A település népességének változása:
| Lakosok száma | 1249 | 1217 | 1229 | 1199 | 1194 | 1189 | 1193 | 1188 | 1185 |
|               | 2013 | 2015 | 2016 | 2017 | 2018 | 2019 | 2020 | 2021 | 2022 |